# تتا هرکول
تتا هرکول یک ستاره است که در صورت فلکی زانوزده قرار دارد.